# Cumann na mBan
El Cumann na mBan (en irlandès "Consell de les dones irlandeses") fou una organització armada femenina del republicanisme irlandès depenent dels Voluntaris Irlandesos.

## Història
L'organització va néixer a partir de la lectura d'un manifest a Dublín el 1914 on un grup de dones proclamaven la seva voluntat de defensar Irlanda de l'ocupació britànica amb les armes si era necessari. A partir d'aquell nucli inicial es van anar formant branques per tot el país, el principal objectiu de les quals era recollir fons per a les organitzacions republicanes.
La seva primera gran acció militar tingué lloc durant l'alçament de Pasqua en 1916, on diverses dones ocuparem posicions de vigilància als punts forts dels insurgents o bé col·laboraren en la comunicació entre les forces masculines desplegades a Dublín. Algunes d'elles participaren en accions de combat contra les forces policials i després del fracàs de la revolta, ajudaren a escapar diverses persones i eliminaren documentació comprometedora. Posteriorment van aliar-se amb el Sinn Féin per iniciar una acció política més forta, sense renunciar a la lluita armada
El 1919 va esclatar la Guerra Angloirlandesa i el Cumann na mBan va encarregar-se de tasques de propaganda i d'ajudar a l'establiment dels Dáil Courts o juntes de defensa i justícia locals. Les seves membres van votar massivament en contra del Tractat Angloirlandès que intentava posar fi al conflicte i centenars d'elles foren empresonades per les seves accions de protesta al carrer.
La divisió dels republicans en les dècades posteriors va afeblir greument l'entitat, que tanmateix va continuar existint en suport a les branques més radicals de l'IRA. En l'actualitat es defineix com a associada de l'IRA de la Continuïtat.

## Membres destacades
Algunes de les dones més conegudes de l'organització són:
- Agnes O'Farrelly: primera presidenta i fundadora del grup, activista per la revitalització del gaèlic irlandès i els drets polítics de la dona
- Constance Markiewicz: primera irlandesa escollida per al Parlament britànic (càrrec que refusà), empresonada per la seva participació en el republicanisme irlandès, ministra de treball al parlament provisional
- Jennie Wyse Power: presidenta de l'entitat, sufragista i tresorera del Sinn Féin
- Eithne Coyle: activista i participant activa de les accions militars, empresonada i líder de revoltes a les presons
- Margaret Buckley: presidenta del Sinn Féin
- Ethna Carbery: periodista nacionalista i autora de diverses cançons de protesta i poemaris
- Kathleen Clarke: activista política, vídua de Tom Clarke (afusellat per l'alçament de Pasqua) i membre del Sinn Féin
- Maire Comerford: encarregada de supervisar les recol·lectes de fons internacionals de l'entitat
- Mary MacSwiney: líder del Sinn Féin i membre del consell de gestió de l'IRA
- Helena Moloney: presidenta del Irish Trade Union Congress (unió de sindicats), activista feminista i supervisora dels consells d'ajuda a les escoles i reclutament dels joves
- Fiona Plunkett: participant en diverses accions armades del grup, empresonada diversos cops
- Brigid Lyons Thornton: metgessa que s'ocupava d'atendre els ferits de les diverses organitzacions paramilitars republicanes